# Bupleurum rupestre
Bupleurum rupestre är en flockblommig växtart som beskrevs av Constantine Samuel Rafinesque. Bupleurum rupestre ingår i släktet harörter, och familjen flockblommiga växter. Inga underarter finns listade i Catalogue of Life.